# 2011년 퍼시픽 리그 클라이맥스 시리즈
2011년 퍼시픽 리그 클라이맥스 시리즈(일본어: 2011年のパシフィック・リーグクライマックスシリーズ, 영어: 2011 Pacific League Climax Series)는 2011년 10월부터 11월 사이에 개최된 일본 프로 야구 퍼시픽 리그의 클라이맥스 시리즈 경기이며, 이 경기에서의 경기 결과와 성적에 대해 설명한다.

## 개요
동일본 대지진의 영향으로 정규 시즌 개막이 늦었기 때문에 당초의 예정일부터 개최 날짜가 변경됐다.
작년과 마찬가지로 매뉴라이프 생명보험이 주관 스폰서를 맡았고 금년도 정규 시즌에 실시했던 절전을 위한 ‘3시간 30분이 경과된 후 새로운 이닝에 들어가지 않는다’라는 규정은 시행되지 않았고, 연장전은 12회까지만으로 진행됐다.

### 퍼스트 스테이지
2011년도 정규 시즌 2위 팀인 홋카이도 닛폰햄 파이터스와 3위 팀 사이타마 세이부 라이온스와의 3전 2선승제로 치뤘고, 승리팀인 세이부는 파이널 스테이지에 진출했다.
- 일시 : 10월 29일부터 10월 31일(11월 2일까지 경기가 소화되지 않는 경우에는 중단됨)
- 구장 : 삿포로 돔

### 파이널 스테이지
2011년도 정규 시즌 1위 팀인 후쿠오카 소프트뱅크 호크스(어드밴티지 1승이 미리 주어진다)와 퍼스트 스테이지 승리팀인 사이타마 세이부 라이온스와의 6전 4선승제로 치렀고, 승리팀인 소프트뱅크는 일본 시리즈의 출전권을 얻었다.
- 일시 : 11월 3일부터 11월 8일(11월 9일까지 경기가 소화되지 않는 경우에는 중단됨)
- 구장 : 후쿠오카 Yahoo! JAPAN 돔

## 클라이맥스 시리즈 참가 팀 및 감독
| 팀 순위       | 소속                       | 감독              | 정규시즌 성적  |
| ------------- | -------------------------- | ----------------- | -------------- |
| 정규 리그 1위 | 후쿠오카 소프트뱅크 호크스 | 아키야마 고지     | 88승 10무 46패 |
| 정규 리그 2위 | 홋카이도 닛폰햄 파이터스   | 나시다 마사타카   | 72승 7무 65패  |
| 정규 리그 3위 | 사이타마 세이부 라이온스   | 와타나베 히사노부 | 68승 9무 67패  |

### 대진표
|  | 퍼스트 스테이지(준결승) | 퍼스트 스테이지(준결승) |                                        |      | 파이널 스테이지(결승) | 파이널 스테이지(결승) |
|  |                         |                         |                                        |      |                       |                       |
|  |                         |                         |                                        |      |                       |                       |
|  |                         |                         |                                        |      |                       |                       |
|  |                         |                         |                                        |      |                       |                       |
|  |                         |                         | (6전 4선승제) 후쿠오카 Yahoo! JAPAN 돔 |      |                       |                       |
|  |                         |                         |                                        |      |                       |                       |
|  | 소프트뱅크              | ☆○○○                    |                                        |      |                       |                       |
|  | 소프트뱅크              | ☆○○○                    | (3전 2선승제) 삿포로 돔                |      |                       |                       |
|  |                         |                         | 세이부                                 | ★●●● |                       |                       |
|  | 닛폰햄                  | ●●                      | 세이부                                 | ★●●● |                       |                       |
|  | 닛폰햄                  | ●●                      |                                        |      |                       |                       |
|  | 세이부                  | ○○                      |                                        |      |                       |                       |
|  | 세이부                  | ○○                      |                                        |      |                       |                       |
|  |                         |                         |                                        |      |                       |                       |
|  |                         |                         |                                        |      |                       |                       |
|  |                         |                         |                                        |      |                       |                       |
|  |                         |                         |                                        |      |                       |                       |

- ☆·★ = 파이널 스테이지 어드밴티지 부여에 따라 우선 승패를 나눠 가져감.

## 경기 일정

### 퍼스트 스테이지
- 1차전 : 10월 29일
- 2차전 : 10월 30일

### 파이널 스테이지
- 1차전 : 11월 3일
- 2차전 : 11월 4일
- 3차전 : 11월 5일

## 경기 결과

### 퍼스트 스테이지
세이부가 닛폰햄을 누르고 2연승을 거두면서 파이널 스테이지에 진출했다. 이것에 의해 퍼시픽 리그 클라이맥스 시리즈의 파이널 스테이지는 2년 연속으로 정규 시즌 1위팀과 3위팀 간에 치르게 됐다. 닛폰햄은 홈구장에서 개최된 플레이오프(2004년 ~ 2006년) 및 클라이맥스 시리즈로서는 처음으로 세이부를 상대로 한 플레이오프 및 클라이맥스 시리즈에서의 3회 연속으로 고배를 마셨다. 또, 2011년 시즌까지 퇴임을 이미 발표하고 있던 나시다 마사타카 감독은 이것이 닛폰햄에 있어서의 마지막 경기가 됐다.

#### 경기 기록
| 일시                             | 경기  | 원정팀(선공)             | 스코어 | 홈팀(후공)               | 개최 구장 |
| -------------------------------- | ----- | ------------------------ | ------ | ------------------------ | --------- |
| 10월 29일(토)                    | 1차전 | 사이타마 세이부 라이온스 | 5 - 2  | 홋카이도 닛폰햄 파이터스 | 삿포로 돔 |
| 10월 30일(일)                    | 2차전 | 사이타마 세이부 라이온스 | 8 - 1  | 홋카이도 닛폰햄 파이터스 | 삿포로 돔 |
| 승리팀: 사이타마 세이부 라이온스 |       |                          |        |                          |           |

#### 1차전
- 10월 29일 - 삿포로 돔(연장 11회)

| 팀                                                            | 1 | 2 | 3 | 4 | 5 | 6 | 7 | 8 | 9 | 10 | 11 | R | H | E |
| 세이부                                                        | 0 | 0 | 0 | 0 | 0 | 0 | 1 | 0 | 1 | 0  | 3  | 5 | 9 | 1 |
| 닛폰햄                                                        | 2 | 0 | 0 | 0 | 0 | 0 | 0 | 0 | 0 | 0  | 0  | 2 | 6 | 1 |
| 승리 투수: 마키타 가즈히사(1-0) 패전 투수: 사카키바라 료(0-1) |   |   |   |   |   |   |   |   |   |    |    |   |   |   |

#### 2차전
- 10월 30일 - 삿포로 돔

| 팀 | 1 | 2 | 3 | 4 | 5 | 6 | 7 | 8 | 9 | R | H  | E |
| 세이부 | 0 | 0 | 0 | 0 | 1 | 0 | 0 | 1 | 6 | 8 | 13 | 1 |
| 닛폰햄 | 0 | 0 | 0 | 1 | 0 | 0 | 0 | 0 | 0 | 1 | 7  | 1 |
| 승리 투수: 니시구치 후미야(1-0) 패전 투수: 이시이 유야(0-1) 홈런: 세이부 – 나카무라 다케야(9회 3점) 닛폰햄 – 마이카 호프파우어(4회 1점) |   |   |   |   |   |   |   |   |   |   |    |   |

### 파이널 스테이지
소프트뱅크가 4연승(1승의 어드밴티지를 포함)을 기록하며 세이부를 꺾었고 8년 만(당시는 다이에 호크스)의 일이자 현재의 구단명으로서는 처음으로 일본 시리즈 출전권을 차지했다. 소프트뱅크에 있어서는 2004년 퍼시픽 리그에서의 플레이오프 제도 도입 이후 팀의 전신인 다이에 호크스를 포함한 리그 우승을 달성하면서도 일본 시리즈 출전에는 실패하였지만 이번 클라이맥스 시리즈에서는 내리 3연승을 기록하며 일본 시리즈 진출에 성공할 수 있었다.

#### 경기 기록
| 일시                               | 경기       | 원정팀(선공)             | 스코어 | 홈팀(후공)                 | 개최 구장                |
| ---------------------------------- | ---------- | ------------------------ | ------ | -------------------------- | ------------------------ |
| 어드밴티지                         | 어드밴티지 | 사이타마 세이부 라이온스 |        | 후쿠오카 소프트뱅크 호크스 |                          |
| 11월 3일(목)                       | 1차전      | 사이타마 세이부 라이온스 | 2 - 4  | 후쿠오카 소프트뱅크 호크스 | 후쿠오카 Yahoo! JAPAN 돔 |
| 11월 4일(금)                       | 2차전      | 사이타마 세이부 라이온스 | 2 - 7  | 후쿠오카 소프트뱅크 호크스 | 후쿠오카 Yahoo! JAPAN 돔 |
| 11월 5일(토)                       | 3차전      | 사이타마 세이부 라이온스 | 1 - 2  | 후쿠오카 소프트뱅크 호크스 | 후쿠오카 Yahoo! JAPAN 돔 |
| 승리팀: 후쿠오카 소프트뱅크 호크스 |            |                          |        |                            |                          |

#### 1차전
- 11월 3일 - 후쿠오카 Yahoo! JAPAN 돔

| 팀 | 1 | 2 | 3 | 4 | 5 | 6 | 7 | 8 | 9 | R | H | E |
| 세이부 | 0 | 0 | 0 | 0 | 0 | 0 | 1 | 1 | 0 | 2 | 6 | 0 |
| 소프트뱅크 | 0 | 0 | 2 | 0 | 0 | 2 | 0 | 0 | X | 4 | 7 | 0 |
| 승리 투수: 와다 쓰요시(1-0) 패전 투수: 호아시 가즈유키(0-1) 세이브: 마하라 다카히로(1S) 홈런: 세이부 – 나카무라 다케야(7회 1점) |   |   |   |   |   |   |   |   |   |   |   |   |

#### 2차전
- 11월 4일 - 후쿠오카 Yahoo! JAPAN 돔

| 팀 | 1 | 2 | 3 | 4 | 5 | 6 | 7 | 8 | 9 | R | H | E |
| 세이부 | 0 | 2 | 0 | 0 | 0 | 0 | 0 | 0 | 0 | 2 | 6 | 0 |
| 소프트뱅크 | 1 | 0 | 0 | 0 | 0 | 2 | 0 | 4 | X | 7 | 9 | 0 |
| 승리 투수: 셋쓰 다다시(1-0) 패전 투수: 기시 다카유키(0-1) 홈런: 소프트뱅크 – 마쓰다 노부히로(6회 1점), 마쓰나카 노부히코(8회 만루) |   |   |   |   |   |   |   |   |   |   |   |   |

#### 3차전
- 11월 5일 - 후쿠오카 Yahoo! JAPAN 돔(연장 12회)

| 팀                                                              | 1 | 2 | 3 | 4 | 5 | 6 | 7 | 8 | 9 | 10 | 11 | 12 | R | H  | E |
| 세이부                                                          | 0 | 0 | 0 | 0 | 0 | 0 | 0 | 0 | 0 | 1  | 0  | 0  | 1 | 7  | 0 |
| 소프트뱅크                                                      | 0 | 0 | 0 | 0 | 0 | 0 | 0 | 0 | 0 | 1  | 0  | 1X | 2 | 10 | 0 |
| 승리 투수: 마하라 다카히로(1-0) 패전 투수: 마키타 가즈히사(0-1) |   |   |   |   |   |   |   |   |   |    |    |    |   |    |   |

## 수상 선수
- MVP : 우치카와 세이이치(소프트뱅크)
- 매뉴라이프파이낸셜생명 특별상
  - 호세 페르난데스(세이부)
  - 하세가와 유야(소프트뱅크)

## 같이 보기
- 2011년 센트럴 리그 클라이맥스 시리즈
- 2011년 일본 시리즈